# Anarta peralbata
Anarta peralbata är en fjärilsart som beskrevs av W. Warren 1912. Anarta peralbata ingår i släktet Anarta och familjen nattflyn. Inga underarter finns listade i Catalogue of Life.